# Neoscolecithrix borealis
Neoscolecithrix borealis is een eenoogkreeftjessoort uit de familie van de Tharybidae. De wetenschappelijke naam van de soort is voor het eerst geldig gepubliceerd in 1949 door Wiborg.